# Аржановский
Аржано́вский — хутор в Советском районе Ростовской области России. Входит в состав Чирского сельского поселения.

## География
Расположен в северо-восточной части области, в северной части района, у реки Чир.
Климат
умеренно континентальный. Лето жаркое и сухое, зима умеренно-холодная, наступает обычно с середины декабря. Преобладающие направления ветров -восточное и северо-восточное. Среднегодовая норма осадков составляет 310 мм.

## Население
| 2010 |
| ---- |
| 89   |

## Инфраструктура
Личное подсобное хозяйство.

## Транспорт
Просёлочные дороги с выездом на региональную автомобильную дорогу «ст. Обливская — ст. Советская — ст. Боковская — ст.
Каргинская» (идентификационный номер 60 ОП РЗ 60К-18).

## Улицы
На хуторе имеется одна улица — Береговая.